# Револуције 1848. у Француској
Француска револуција из 1848. је трећа по реду револуција у Паризу, која је избила у фебруару поменуте године.

## Позадина
До 1848. године, многи људи у Европи били су незадовољни својим владарима и желели су да учествују у одлучивању о управљању својом земљом. У многим земљама није било довољно посла за све и људи су гладовали. Сетили су се Француске револуције из 1789. и помислили да би нова револуција могла да реши њихове проблеме. Године 1848. у многим деловима Европе избиле су побуне и протести. Они су показали колико су људи били незадовољни својим владарима.

## Револуција
Смена монархистичког и републиканског облика уређења пратила је дуго Француску. Немири су као и увек започињали и били најжешћи у Паризу. Избили су у фебруару, када је влада забранила одржавање политичких скупова. Незадовољни Парижани кренули су на двор, а малодушни краљ Луј Филип одрекао се престола и побегао у вечно прибежиште смењених владара - Енглеску. Јулска монархија је срушена, а побуњеници су прогласили Другу републику, организовали привремену владу и сазвали уставотворну скупштину, пошто су претходно увели опште право гласа. Крајем године, за председника је изабран Луј Наполеон Бонапарта. 
Радници, предвођени Лујом Бланом, изборили су се за оснивање тзв. државних радионица, али је овај експеримент пропао - од њега је остало само неколико поплочаних улица у Паризу. У сукобу са буржоазијом, радници су успели да привремено загосподаре скупштином. У тродневним борбама на барикадама, генерал Луј Кавењак растерао је раднике и повратио владу власти. И Луј Блан је морао да се склони у Енглеску.

## Последице
Француска је, поред републике и председника, добила и један од најдемократскијих устава, којим је потврђено опште право гласа. Ни Друга република није дуго трајала, укинута је 1852. године, када се државним ударом, учесталим политичким изумом за промену власти, председник прогласио за цара Наполеона III (1852-1871).